# Finn Bálor
Fergal Devitt (*25. července 1981, Bray, Irsko), lépe známý jako Finn Bálor, je irský profesionální wrestler. Pracuje ve společnosti WWE, v show RAW. Dále je také známy z působení ve společnosti NJPW.

## Osobní život
Narodil se 25. července 1981 v irském městě Bray, zde také vyrůstal. Má jednoho staršího a tři mladší sourozence. V mládí hrál fotbal. 19. srpna 2019 si vzal za manželku novinářku a moderátorku Vero Rodriguez. Žijí spolu v Orlandu na Floridě. Je fanouškem anglického fotbalového klubu Tottenham Hotspur FC.

## Počítačové hry
Bálor se pravidelně objevuje v herní sérii WWE 2K. Vůbec poprvé se objevil ve hře WWE 2K16.

## Úspěchy
- WWE
  - WWE Universal Championship (1x)
  - NXT Championship (2x)
  - WWE Intercontinental Championship (2x)
  - WWE United States Championship (1x)
  - WWE Raw Tag Team Championship (2x) s Damienem Priestem
  - WWE SmackDown Tag Team Championship (2x) s Damienem Priestem
  - Grand Slam
- NJPW
  - IWGP Junior Heavyweight Championship (3x)
  - IWGP Junior Heavyweight Tag Team Championship (6x)